# Paul Hildgartner
Paul-Peter Hildgartner (Chienes, 8 de junio de 1952) es un deportista italiano que compitió en luge en las modalidades individual y doble.
Participó en cinco Juegos Olímpicos de Invierno, entre los años 1972 y 1988, obteniendo en total tres medallas, oro en Sapporo 1972, en la prueba doble (junto con Walter Plaikner), plata en Lake Placid 1980 (individual) y oro en Sarajevo 1984 (individual).
Ganó cinco medallas en el Campeonato Mundial de Luge entre los años 1971 y 1983, y seis medallas en el Campeonato Europeo de Luge entre los años 1971 y 1988.

## Palmarés internacional
| Juegos Olímpicos   | Juegos Olímpicos             | Juegos Olímpicos  | Juegos Olímpicos |
| Año                | Lugar                        | Medalla           | Prueba           |
| ------------------ | ---------------------------- | ----------------- | ---------------- |
| 1972               | Lake Placid (Estados Unidos) | Medalla de oro    | Doble            |
| 1980               | Lake Placid (Estados Unidos) | Medalla de plata  | Individual       |
| 1984               | Sarajevo (Yugoslavia)        | Medalla de oro    | Individual       |
| Campeonato Mundial |                              |                   |                  |
| Año                | Lugar                        | Medalla           | Prueba           |
| 1971               | Valdaora (Italia)            | Medalla de oro    | Doble            |
| 1973               | Oberhof (RDA)                | Medalla de bronce | Doble            |
| 1978               | Imst (Austria)               | Medalla de oro    | Individual       |
| 1979               | Königssee (RFA)              | Medalla de bronce | Individual       |
| 1983               | Lake Placid (Estados Unidos) | Medalla de bronce | Individual       |
| Campeonato Europeo |                              |                   |                  |
| Año                | Lugar                        | Medalla           | Prueba           |
| 1971               | Imst (Austria)               | Medalla de oro    | Doble            |
| 1974               | Imst (Austria)               | Medalla de oro    | Doble            |
| 1978               | Hammarstrand (Suecia)        | Medalla de oro    | Individual       |
| 1980               | Valdaora (Italia)            | Medalla de plata  | Individual       |
| 1984               | Valdaora (Italia)            | Medalla de oro    | Individual       |
| 1988               | Königssee (RFA)              | Medalla de bronce | Equipo           |